# Hans Krook
Hans Krook, född 10 maj 1920 i Göteborg, död 10 september 2004 i Sigtuna, var författare och biologilärare. Han skrev bland annat populärvetenskapliga böcker. Hans föräldrar var trädgårdsarkitekten Martin Krook och dennes hustru Margareta Heiland.
Hans Krook är gravsatt på Sigtuna kyrkogård.